# Martin-chasseur à ventre roux
Todiramphus farquhari
Espèce
Synonymes
- Todirhamphus farquhari

Statut de conservation UICN

 NT  : Quasi menacé
Le Martin-chasseur à ventre roux (Todiramphus farquhari) est une espèce d'oiseau de la famille des Alcedinidae.

## Répartition
Cet oiseau est endémique du Vanuatu.